# 李清照撞擊坑 (水星)
李清照撞擊坑（英語：Li Ch'ing-Chao）是水星上一個直徑61公里的撞擊坑，於1976年由國際天文學聯合會以中國宋朝女詞人李清照命名。